# 古爾科沃
古爾科沃是保加利亞的城鎮，位於該國中南部，距離首府舊扎戈拉45公里，由舊扎戈拉州負責管轄，面積58.32平方公里，海拔高度320米，受大陸性氣候影響，2010年人口3,057，居民主要信奉東正教。
42°39′26″N 25°47′46″E / 42.6572222322°N 25.7961111211°E